# St. Burkard (Oerlenbach)

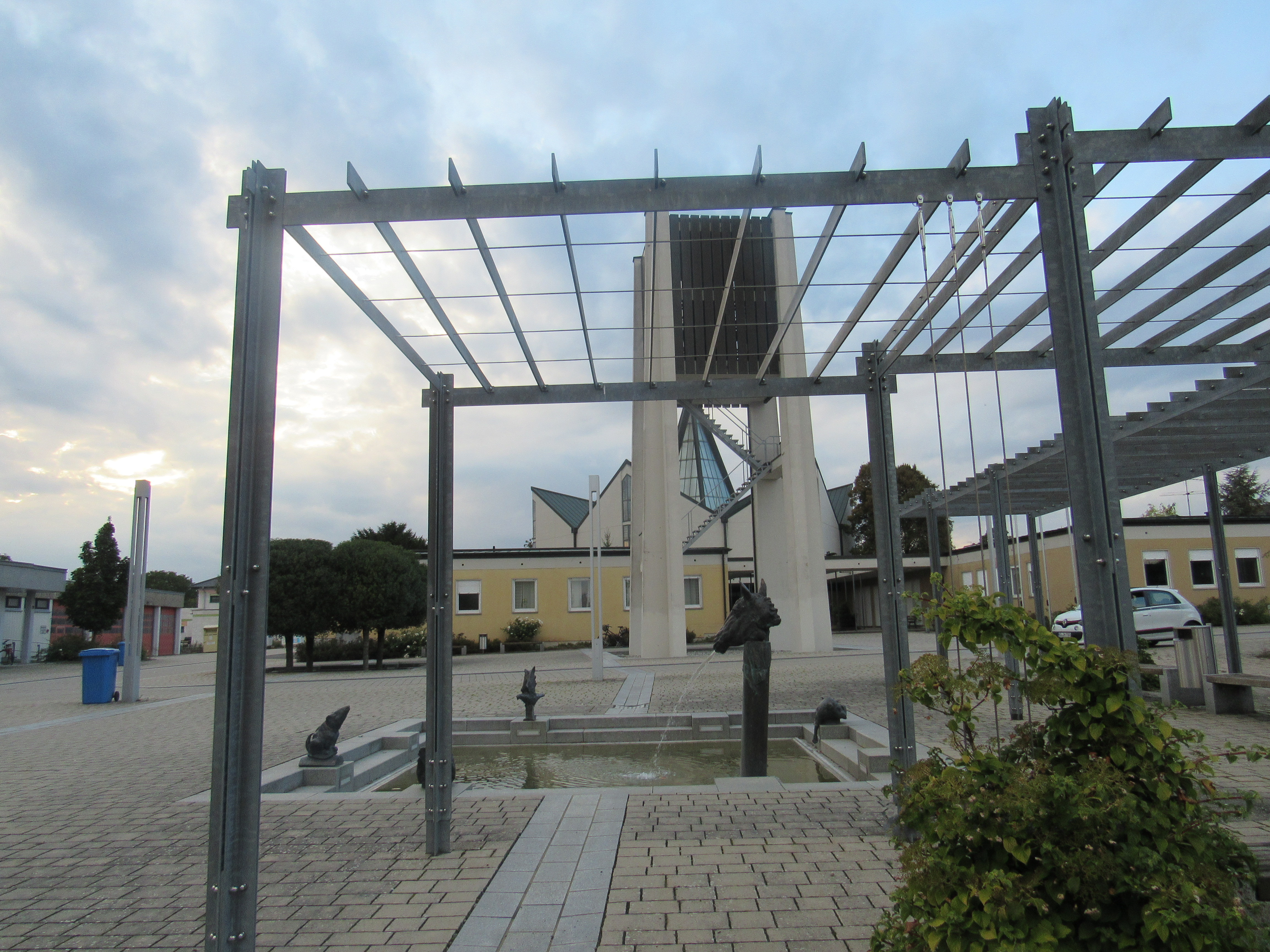
Kirche St. Burkard in Oerlenbach

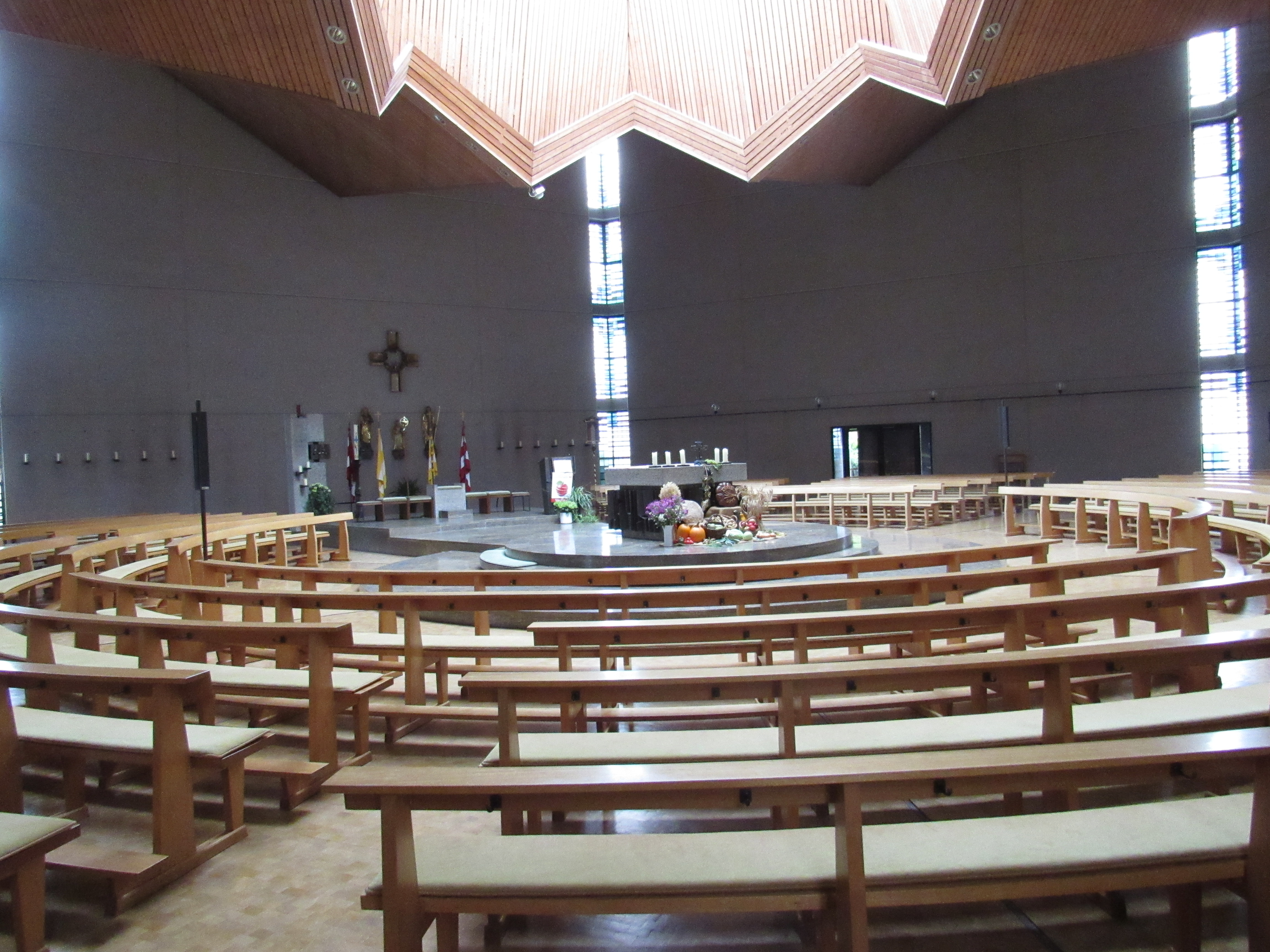
Innenraum der Kirche

Die römisch-katholische Kirche St. Burkard ist die Dorfkirche im unterfränkischen Oerlenbach, einer Gemeinde im bayerischen Landkreis Bad Kissingen.

## Geschichte
Eine erste Kirche in Oerlenbach entstand  in sechs Jahren Bauzeit von 1686 bis 1692. In den Jahren 1718 und 1732 wurde die Kirche renoviert und bekam im Jahr 1761 eine neue Orgel.
Wegen Baufälligkeit und ihrer inzwischen zu geringen Größe wurde diese Kirche in den Jahren 1863/64 durch einen neuromanischen Neubau ersetzt. Dieser Neubau wurde im Jahr 1947 einer grundlegenden Renovierung unterzogen.
Von 1966 bis 1968 entstand die heutige St. Burkard-Kirche. Ihr Bau wurde großteils durch das Bistum Würzburg finanziert. Am 12. Oktober 1968 erfolgte die Einweihung durch den Würzburger Bischof Josef Stangl.

## Beschreibung
Die Kirche ist ein sechseckiger Zentralbau und Teil eines Ensembles mit Sakristei, freistehendem Glockenturm, zwei kleinen Seitenkapellen, Pfarrheim und Pfarrwohnung.

## Ausstattung
Die Kirche enthält einige wenige Figuren aus dem 2. Kirchenbau. Die Orgel ist auf einer kleinen Empore über dem Haupteingang aufgestellt. Die Kirche hat vier Glocken. Die Töne sind e’ − g’ — a’ — c”.